# Tropski deževni gozd
Tropski deževni gozd (tudi džungla, zimzeleni pragozdovi) je tip ekološkega sistema v tropskih klimatskih področjih. Zanj je značilna gosta in visoka poraščenost oz. pogozdenost z zelo bogato floro in favno. Vegetaicjskega mirovanja ni. Uspeva na območjih, kjer letna povprečna temperatura presega 25 °C z letno temperaturno amplitudo 0,5–0,6 °C in dnevno temperaturno amplitudo 6–10 °C, poleg tega pa mora letna količina padavin znašati več kot 1.500 mm. Tropski gozdovi se razprostirajo v tropskem pasu Južne in Srednje Amerike, Afrike in južne Azije. Izjema so področja Andov v južni Ameriki in pasatno – monsunsko podnebje vzhodne Afrike.
Ocenjuje se, da so leta 1950 tropski deževni gozdovi pokrivali 16–17 milijonov km2 oz. 11% zemljinega površja. Do leta 1980 je bilo 50% teh gozdov uničenih zaradi človekove dejavnosti, vendar se proces uničevanja nadaljuje.
john pork